# Maurice Bourgès-Maunoury

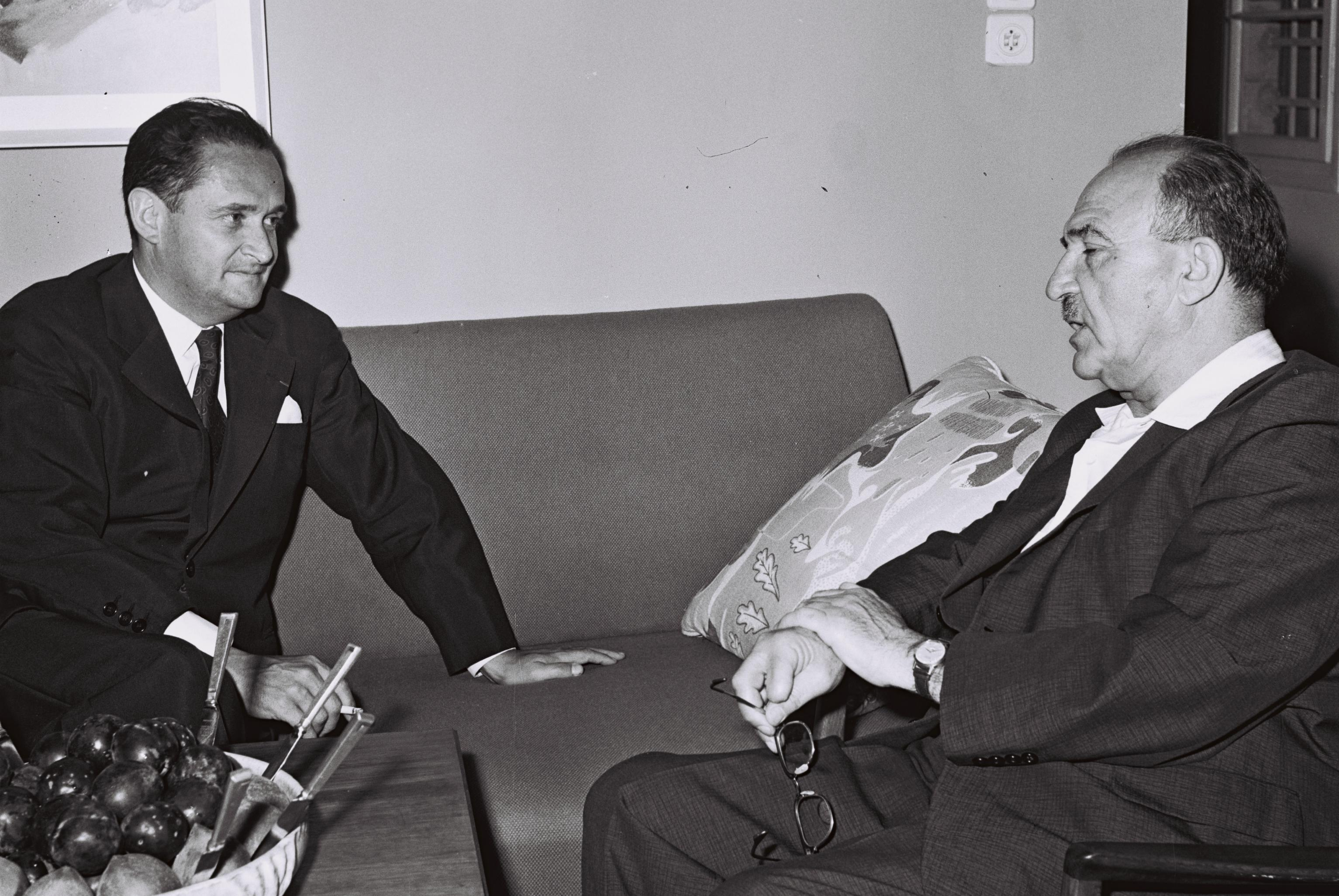
Maurice Bourgès-Maunoury (links) trifft den Israelischen Finanzminister Levi Eshkol bei einem Besuch in Israel, 1958

Maurice Bourgès-Maunoury (* 19. August 1914 in Luisant, Département Eure-et-Loir; † 10. Februar 1993 in Paris) war ein französischer Politiker der liberalen Radikalen Partei.

## Biographie
Maurice Bourgès-Maunoury studierte an der École polytechnique.
Er gehörte der Résistance an, wo er Jacques Chaban-Delmas und Félix Gaillard nahestand. Er wurde am 2. September 1944 verletzt und von Charles de Gaulle ausgezeichnet. 1945 wurde er Repräsentant der Provisorischen Regierung in Bordeaux.
Er schloss sich der Radikalen Partei an, zu deren rechtem Flügel er zählte.
Von 1946 bis 1958 vertrat er das Département Haute-Garonne in der Nationalversammlung. In dieser Zeit war er wiederholt Minister und 1957 für kurze Zeit Ministerpräsident. 1973 scheiterte sein Versuch, als Abgeordneter in die Nationalversammlung zurückzukehren.

## Politik

### Wichtige politische Ämter
Vor und nach seiner Amtszeit als Ministerpräsident (13. Juni 1957–30. September 1957) bekleidete Maurice Bourgès-Maunoury folgende Ministerämter:
- Minister für öffentliche Arbeiten, Transport und Tourismus in der Regierung Henri Queuille (vom 2. Juli bis 12. Juli 1950)
- Stellvertretender Verteidigungsminister der Regierung René Pleven (vom 11. August 1951 bis 20. Januar 1952)
- Minister für Rüstung der Regierung Edgar Faure (vom 20. Januar bis 8. März 1952)
- Finanzminister der Regierung René Mayer (vom 8. Januar bis 28. Juni 1953)
- Handels- und Industrieminister der Regierung Pierre Mendès France (vom 19. Juni bis 3. September 1954)
- Verteidigungsminister der Regierung Pierre Mendès France (vom 20. Januar bis 23. Februar 1955) und der Regierung Guy Mollet (vom 1. Februar 1956 bis 13. Juni 1957)
- Innenminister der Regierung Edgar Faure (vom 23. Februar bis 1. Dezember 1955) und der Regierung Félix Gaillard (vom 6. November 1957 bis 14. Mai 1958)

### Verteidigungspolitik
Maurice Bourgès-Maunoury war Anhänger einer militärischen Lösung des Algerienkriegs und widersetzte sich während der Suezkrise der Evakuierung von Port Said.

### Zusammenarbeit mit Israel
1954 vereinbarte Maurice Bourgès-Maunoury als Innenminister mit Shimon Peres (damals Generaldirektor im israelischen Verteidigungsministerium) eine Zusammenarbeit der Geheimdienste Frankreichs und Israels, die insbesondere gegen den gemeinsamen Gegner Ägypten gerichtet war.
Als Verteidigungsminister zeichnete Maurice Bourgès-Maunoury verantwortlich für eine enge Zusammenarbeit im Rüstungsbereich, u. a. beim Bau des Reaktors von Dimona und bei der Ausrüstung der israelischen Luftstreitkräfte durch den französischen Flugzeugbauer Dassault.

### Europa
Als Reaktion auf das Scheitern des Vertrags über die Europäische Verteidigungsgemeinschaft trat Maurice Bourgès-Maunoury 1954 als Handels- und Industrieminister zurück.
Während der Regierungszeit Maurice Bourgès-Maunourys ratifizierte Frankreich die Römischen Verträge.

### Innenpolitik
Maurice Bourgès-Maunoury war ein Gegner der Rückkehr de Gaulles an die Macht und er warb für die Ablehnung der Verfassung der V. Republik.

### Würdigung
Im Jerusalemer Stadtteil Pisgat Ze’ev wurde ihm zu Ehren eine Straße benannt.